# Indianischer Reifentanz

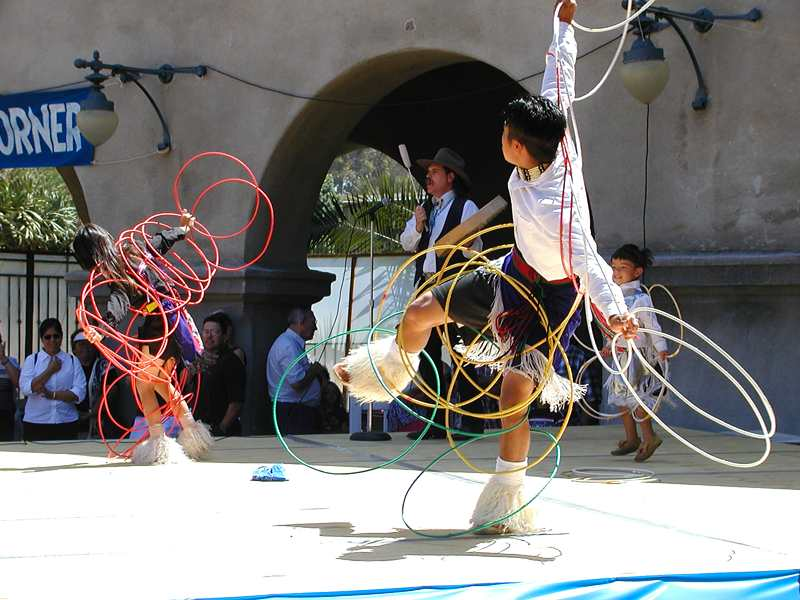
Teilnehmer der Weltmeisterschaft im Reifentanz (2005)

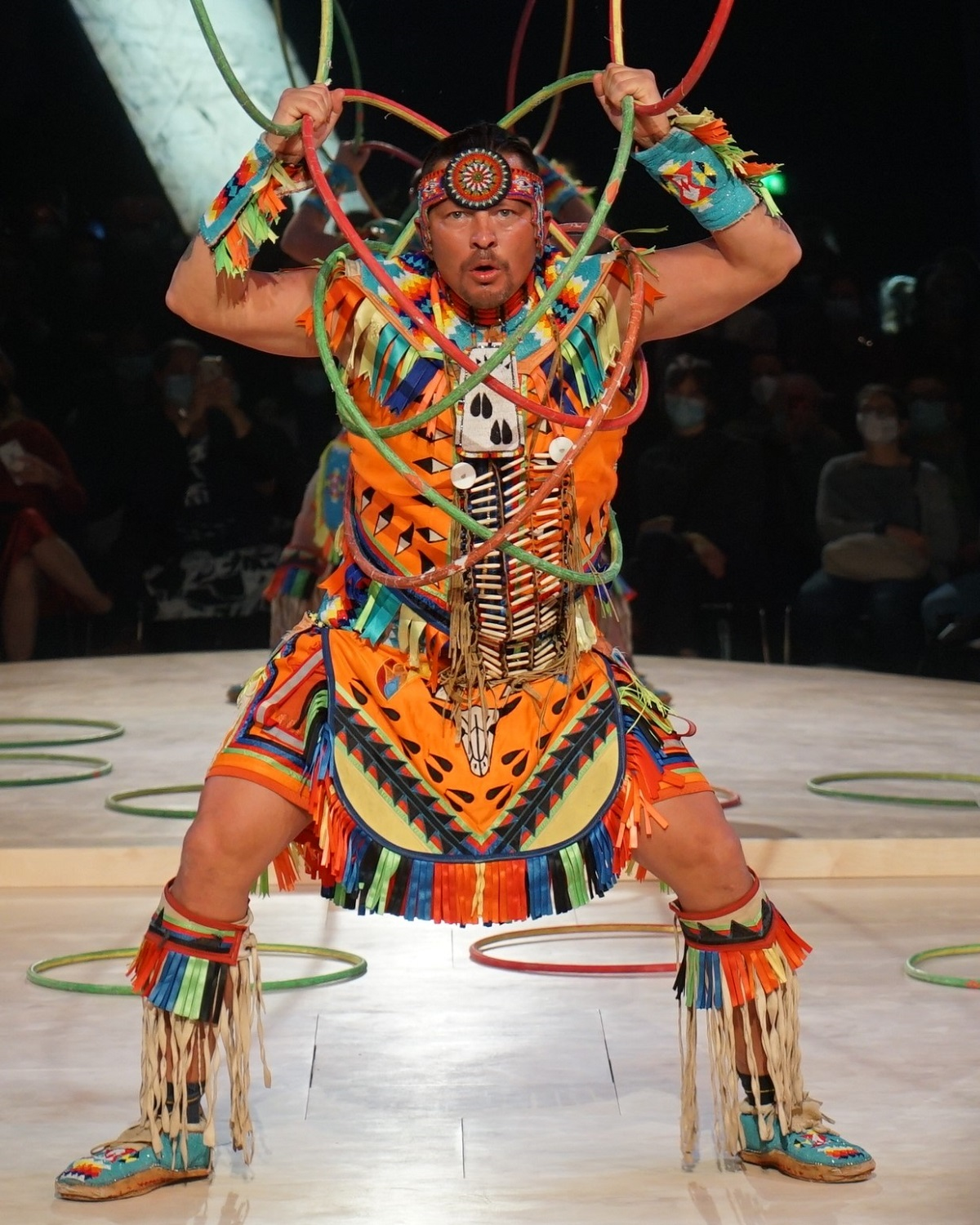
Der Kanadier Dallas Arcand gewann 2006, 2007 und 2012 die Weltmeisterschaft

Der Indianische Reifentanz (Hoop-Dance) ist eine tänzerische Form des spirituellen Geschichtenerzählens, bei welchem bis zu 30 Reifen gleichzeitig als Requisiten verwendet werden. Beim Tanz werden mit den Reifen statische und dynamische Formen oder Formationen gebildet, die verschiedene Tiere, Symbole und andere (spirituell tiefgründige) Elemente darstellen. Er wird im Allgemeinen als Solotanz vorgeführt.

## Beschreibung
Während des rituellartigen, geschichtenerzählenden Tanzes werden durch die Reifenformen Tiere (wie z. B. der Schmetterling, der Adler, die Schlange und Kojoten) gebildet. Hierbei hat die Kreisform des Reifens eine spirituelle Bedeutung und ist das Symbol für den nie endenden Kreislauf des Lebens. Der indianische Reifentanz konzentriert sich auf sehr schnelle Bewegungen, bei welchen die Reifenformationen ständig ergänzt und verändert werden. Die verschiedenen Formationen, die dadurch entstehen, sind entweder in den Händen des Tänzers oder werden über den Körper gestülpt. Die Tanzreifen haben meist einen Durchmesser von eins bis hin zu zweieinhalb Metern. In aufwändigen Bewegungssequenzen greifen die Reifen ineinander und können so als Flügel- oder Schwanzansatz gebraucht werden. Die Tanzreifen sind oft handgemacht und werden dementsprechend von den Tänzern selbst aus einfachen Kunststoffrohrleitungen hergestellt. Selten werden sie auch traditionsgemäß aus Holz angefertigt und in bunte Bänder eingehüllt.

## Herkunftsgeschichte
Laut dem Schriftsteller Basil H. Johnston wurde der Reifentanz in der Anishinaabe-Kultur von einem Manitu namens Pukawiss, dem Bruder von Nanabozho, erschaffen. Anders als die anderen Jungs seines Clans habe Pukawiss kein Interesse am Laufen, Schwimmen oder Jagen gezeigt. Er zog es stattdessen vor, nur die Tiere zu beobachten. Durch seine Andersartigkeit soll sein Vater seine Aufmerksamkeit vermehrt auf seinen Bruder Maudjee-kawiss gelenkt haben. Daraus leitet sich der Name des Gründers, der fortan Pukawiss (der Ausgegrenzte/Unerwünschte) genannt wurde. Durch seine Beobachtungen lernte Pukawiss so viel über das Leben und die Bewegungen der Adler, Bären und Schlangen. Aus diesem Grund zog es Pakawiss vor sie zu beobachten, anstatt sie zu erlegen. Die Tiere, so Pakawiss, hatten den Menschen viel über Werte wie Treue, Güte und Freundschaft beizubringen. Aus diesem Grund klärte Pukawiss seine Gemeinde über die Tiere auf, indem er ihre Bewegungen imitierte (zum Beispiel durch das Drehen eines Adlers im Flug, das Hüpfen durchs Gras wie Hasen oder das Wackeln wie ein Rehkitz). Er wurde ein Tänzer und versuchte, seinen Tanz stets weiter zu perfektionieren. Er wurde weit über seine Dorfgrenzen hinaus bekannt, wodurch andere indianische Gemeinschaften auf ihn aufmerksam wurden: Dadurch soll er zu einem herumreisenden Tänzer geworden sein. Auf seinen Reisen habe er so anderen indianischen Gemeinschaften seine Reifentanzkunst beigebracht. Trotz vieler Verehrerinnen soll er es vorgezogen haben, weiter zu reisen, um die Menschen über die Philosophie des Reifentanzes aufzuklären.
Pukawiss und sein Bruder Cheeby-aub-Oozoo ergänzten den Tanz mit musikalischen Elementen, indem sie die traditionellen Instrumente Trommel und Flöte einsetzten. Später fügte Pukawiss auch die Geschichten der Menschen zu seinen Choreografien. Er erfand den Reifentanz, um den Menschen seine Botschaften zu übermitteln. Die Tänzer wurden so zu Beratern mit Reifen, die einen Kreislauf symbolisieren, welcher zeigen soll, dass die Menschen für ihr eigenes Tun und Handeln verantwortlich sind und dass jedes Problem in die Verantwortung seines Schöpfers zurückkehrt. Laut Basil Johnston, „ist der Reifen auch ein Sinnbild für die Art und Weise, wie Unheil weiteres Unheil züchtet und schließlich deren Verantwortliche wieder heimsuchen und quälen“. Womöglich zog Pukawiss auch die Missgunst einiger Nachahmer auf sich – weshalb sein Kostüm und sein Geschick, mit den Reifen zu tanzen, kopiert wurden. Wie sein Vater wollte auch Pukawiss’ Bruder Maudjee-kawiss seine Kunst nicht verstehen. Während seiner Darbietungen provozierte Pukawiss oft auch seine Geschwister, indem er sie neckte. Als ein älterer Bruder soll er sie einmal zu oft geneckt haben, indem er sich beim Diebstahl der Preistauben seines kleineren Bruders Nanabozho beteiligt habe. Beleidigt durch diesen Streich soll Nanabozho den Felsen niedergerissen und umgewälzt haben, unter dem Pukawiss sich wie eine Schlange versteckt hatte. Pukawiss war nicht tot, aber jetzt hatte er eine neue Aufgabe: All diejenigen zu verhöhnen, die zu viel Stolz haben. Die Mitglieder der Anishinaabe-Gemeinschaft glauben, dass sie Pukawiss immer dann sehen, wenn der Wind die Blätter und den Boden neckt und sie so zum Tanzen bringt.

## Reifentanzwettbewerb
Der indianische Reifentanz ist offiziell als Kulturerbe anerkannt und war Thema einiger Dokumentarfilme. Des Weiteren wird er als lebendige Tradition gepflegt, weshalb jährlich auch Reifentanzwettbewerbe ausgetragen werden. Der populärste (internationale) Reifentanzwettbewerb findet alljährlich in Heard Museum in Phoenix im Bundesstaat Arizona statt. Jährlich treten bis zu 80 Reifentänzer gegeneinander auf und liefern sich vor mehr als 10.000 Zuschauern einen tänzerischen Wettkampf.
Der erste internationale Reifentanzwettbewerb fand im Jahr 1991 an der New Mexico State Fair statt. Zum ersten Reifentanzweltmeister wurde Eddie Schwimmer auserkoren, ein Cherokee aus der gleichnamigen Region Cherokee, North Carolina. Für die zweite Austragung des Wettbewerbs wurde der Veranstaltungsort nach Heard Museum in Arizona verlegt und findet seither dort statt. Der erste Gewinner des Wettbewerbs im neuen Austragungsort war Quentin Pipestem des Tsuu T'ina Volkes im kanadischen Alberta. Der Reifentanz wurde somit Teil der pan-indianischen Bewegung und ist als solcher im Laufe der Jahre immer schneller geworden. Neu ist auch, dass viele Einflüsse von außen die traditionelle Kultur bereichert haben, wie der Einfluss aus dem Hip-Hop-Tanz sowie die mittlerweile weit verbreitete Verwendung von Reifen, die aus industriellen Rohrleitungen hergestellt werden (ursprünglich wurden die Reifen aus Schilfrohr oder Weidenruten hergestellt). Mittlerweile hat der Reifentanz eine große Fangemeinde, die international heranwächst und durch immer mehr Tänzerinnen und Tänzern bereichert wird. Bemerkenswert sind auch die zunehmenden (internationalen) Reifentanztouren.

## Frauen im Reifentanz
Obwohl ursprünglich nur eine Männer-Tanzform, haben sich Frauen zunehmend am Reifentanz beteiligt und nehmen seither auch bei den Reifetanzwettbewerben teil. 1994 war Jackie Bird (eine Mandan-, Hidatsa- und Santee-Sioux aus South Dakota) die erste Frau, die an den Reifentanzweltmeisterschaften teilnahm. Im Jahr 1997 wurde Ginger Sykes (eine Navajo aus Arizona) schließlich die erste Gewinnerin des Tanzwettbewerbs in der Tanzsparte der Jugendlichen. Für eine Aufführung am Mount Rushmore nahm Jasmin Pickner (Lakota) in der preisgekrönten PBS-Doku "The National Parks: America's best Idea (2009)" teil und führte als erste indianische Frau überhaupt in einem Dokumentarfilm einen Reifentanz vor. Im Jahr 2000 gewann Lisa Odjig (eine Odawa und Anishinaabe aus Ontario) als erste Frau den Reifentanzwettbewerb in der Sparte der Erwachsenen. Spätestens seit ihrem Erfolg sind indianische Frauen aus dem Reifentanz kaum mehr wegzudenken.

## Belege
1. 1 2 3 4  Dennis Zotigh: History of the modern Hoop Dance. In: Indian Country Today. 30. Mai 2007, abgerufen am 20. April 2009.
2. ↑  Johnston, Basil H: The Manitous: the Supernatural World of the Ojibway. Key Porter Books Ltd, 1995, S. 31.
3. ↑  Mary Kim Titla: Ho-Chunk man wins World Champion Hoop Dance (Seite nicht mehr abrufbar, festgestellt im November 2022. Suche in Webarchiven)  Info: Der Link wurde automatisch als defekt markiert. Bitte prüfe den Link gemäß Anleitung und entferne dann diesen Hinweis., Indian Country Today, 26. Februar 2009.
4. ↑  Hoop Dance Winners Exhibition Performance. 1998, archiviert vom Original (nicht mehr online verfügbar) am 9. Oktober 2012; abgerufen am 8. Juni 2012.  Info: Der Archivlink wurde automatisch eingesetzt und noch nicht geprüft. Bitte prüfe Original- und Archivlink gemäß Anleitung und entferne dann diesen Hinweis.
5. ↑  travelsd.com